# Alfred Moschkau

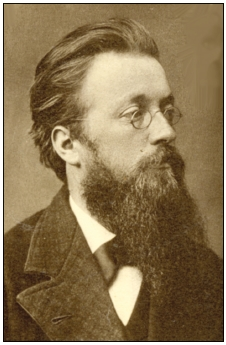
Alfred Moschkau

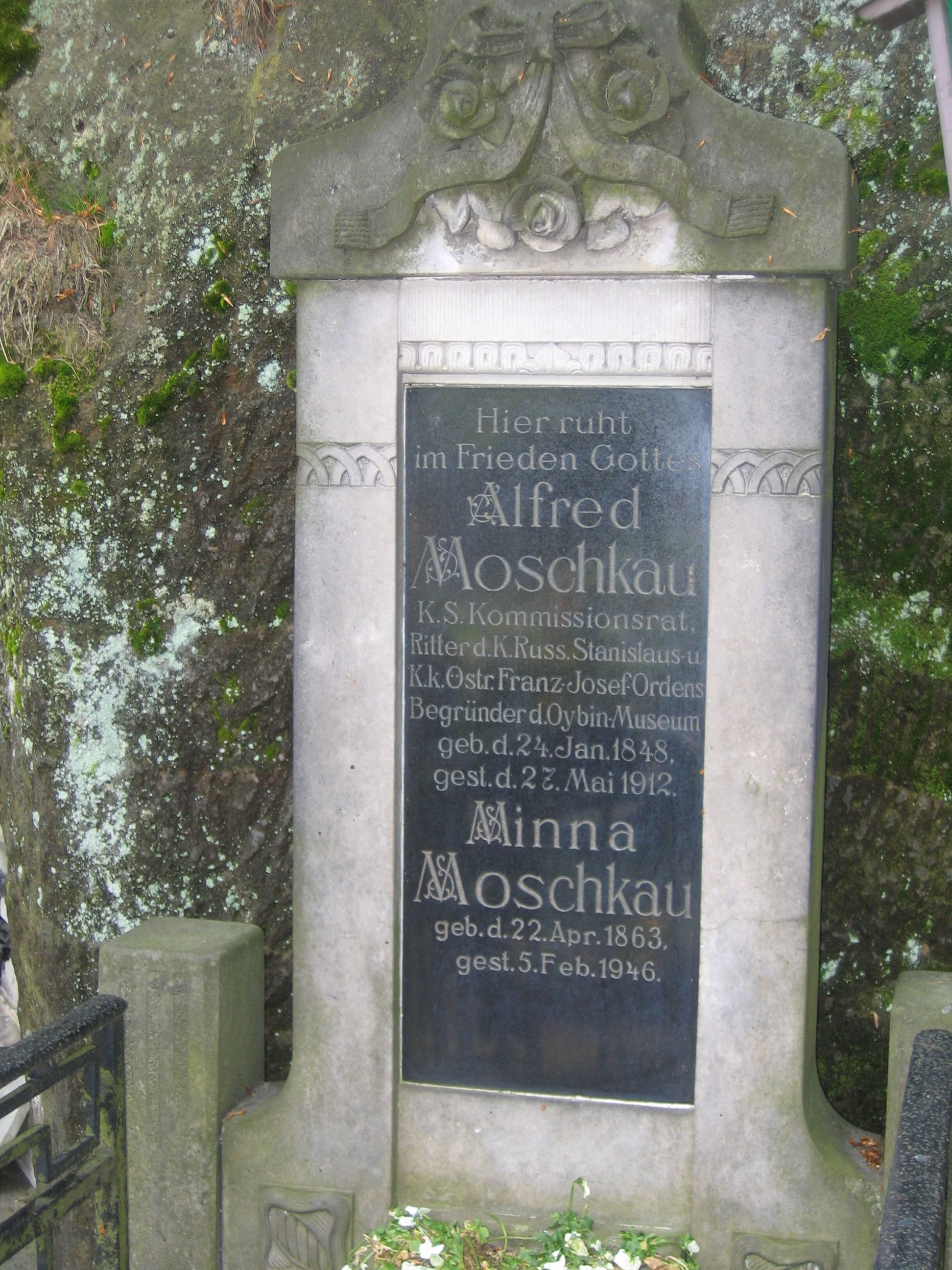
Grab auf dem Klosterfriedhof in Oybin

Otto Carl Alfred Moschkau (* 24. Januar 1848 in Löbau; † 27. Mai 1912 in Oybin) war ein deutscher Philatelist und Heimatkundler.

## Wirken
Moschkau war Publizist, Lyriker und Regionalforscher und Vertrauensmann der Sächsischen Denkmalkommission. Er gehörte zu den Begründern der wissenschaftlichen Philatelie in Deutschland: Schon 1876 erschien in der Wiener Illustrirten Briefmarken-Zeitung von Sigmund Friedl ein Leitartikel über ihn als „Das Haupt der deutschen Philatelisten“. Als Philatelist war er in seiner Zeit tatsächlich sehr bedeutend. Zeitweise hatte er eine umfangreiche Briefmarkensammlung, mit deren Hilfe er ab 1871 zu einem der ersten Briefmarkenprüfer überhaupt wurde. Er war einer der ersten Autoren im Bereich der Philatelie und war Schriftleiter für verschiedene Briefmarkenzeitschriften. Er leitete beispielsweise die Deutsche Briefmarken-Zeitung, das Illustrierte Briefmarken-Journal und eine eigene Briefmarkenzeitschrift.
Im Jahr 1879 gründete er das Oybin-Museum in der gleichnamigen Burg, das von ihm auch geleitet wurde. Weiter gründete er den Gebirgsverein Oybin. Er förderte außerdem den Tourismus und den Bau der Schmalspurbahn Zittau–Oybin. Er sammelte Autographen von Johann Wolfgang von Goethe, Friedrich Schiller und Thomas Körner.
Alfred Moschkau wurde auf dem Friedhof des Klosters Oybin beerdigt.

## Zitat
Aus Zittau’s blauen Bergen,

Vom Glockenfels Oybin,

Mag mit der Wolken Fluge

Ein Gruß hin zu Dir zieh’n.

## Ehrungen
- Ritter des Kaiserlich-Russischen Sankt-Stanislaus-Ordens[1]
- Träger des Kaiserlich-königlichen Österreichischen Franz-Joseph-Ordens[1]

## Werke (Auswahl)
- Führer durch die Städte Bautzen, Bischofswerda, Camenz, Löbau, Herrnhut, Görlitz, Lauban, Zittau und deren Umgebungen. Dresden 1872 (Digitalisat)
- Löbau und dessen Umgebung – ein Führer durch diese alte Vierstadt, auf den Löbauer Berg, Cottmar, Rothstein, Sonneberg, Horken und in die Scala, Dresden 1872 (Digitalisat)
- Die von den Oberlausitzer Sechsstädten eroberten und zerstörten Raubburgen der Lausitz, Schlesiens und Böhmens historisch und topographisch beschrieben. Selbstverlag, Zittau 1873 (Digitalisat)
- Der Oybin bei Zittau. Seine Beschreibung, Geschichte und Sagen; nebst Führer durch Zittau, auf den Töpfer, Ameisenberg, Brandstein, Carlsfried und Weißbachthal, Pferdeberg, Hochwald, Nonnenklunzen, Lausche u.s.w. Zittau 1875 (Digitalisat)
- Führer durch die Oberlausitz, Verlag Louis Senf, Leipzig 1877 (Digitalisat)
- Der Carolathurm auf dem Hochwalde bei Zittau. Zittau um 1879 (Digitalisat)
- Die Burg Oybin bei Zittau topographisch und historisch beschrieben. Senf, Leipzig 1879 (Digitalisat)
- Führer zu den interessantesten Raubburgen der Oberlausitz und Böhmens. Pahl, Zittau 1879 (Digitalisat)
- Goethe und Karl August auf dem Oybin bei Zittau vom 28. bis 29. September 1790. Senf, Leipzig 1879 (Digitalisat)
- Führer durch die Oberlausitz mit besonderer Berücksichtigung des Zittauer Gebirges (Oybin, Hochwald, Lausche, Isarkamm etc.) und des angrenzenden Böhmens, Leipzig 1880 (Digitalisat)
- Oberlausitzer Alterthümer und deren Fundstätten. in Commission der Buchhandlung von E. Oliva (L. Heynicke), Zittau 1880, urn:nbn:de:bsz:14-db-id192920759X1.
- Archiv für Topographie und Geschichte des Oybin und seiner Umgebung. mehrere Bände, Oybin 1881ff. (Digitalisat)
- Der Oybin in vorhistorischer Zeit. Ein Beitrag zur Geschichte des Oybin und des Zittauer Gebirges. Oybin 1882 (Digitalisat)
- Burg Tollenstein in Böhmen. Topographie und urkundliche Geschichte. Rumburg 1882 (Digitalisat)
- Oybin-Chronik. Urkundliche Geschichte von Burg, Cölestinerkloster und Dorf Oybin bei Zittau. Leipa 1884 (Digitalisat)
- Das Kirchlein am Oybin. Menzel, Zittau 1884 (Digitalisat)
- Zittau und seine Umgebung. ein Führer durch Zittau, seine nächste Umgebung, in das Zittauer Gebirge und das nördliche Böhmen etc. Zittau 1893 (Digitalisat)

## Ausstellungen
- 2012: Der schillernde Sammler vom Oybin: Alfred Moschkau (1848–1912), Städtische Museen Zittau
- 2012: Peschek, Moschkau und der Oybin im 19. Jahrhundert, Heimatmuseum Ostritz